# Ранна нидерландска живопис
Ранната нидерландска живопис (рядко старонидерландска живопис) е един от етапите на Северния ренесанс в епохата на нидерландската и в частност – на фламандската живопис, която обхваща от историята на европейското изкуство приблизително един век, с начало втората четвърт на XV век.
Изкуството на Късната готика се сменя по това време с Ранния ренесанс. Ако Късната готика, появила се във Франция, създава универсален език на художествената форма, в която са внесли своя принос и много нидерландски майстори на живописта, в описвания период на територията на Нидерландия се образува ясно разпознаваема самостоятелна живописна школа, за която е характерен реалистичен маниер на рисуване, намиращ израз преди всичко в портретния жанр.

## Исторически предпоставки
През XIV век по тези земи стават промени от културно и социално естество: църквата като основен възложител за произведения на изкуството се заменя със светски меценати. Така Нидерландия като център на изкуството започва да се освобождава от късноготическия френски стил.
Нидерландия се свързва с Франция благодарение на Бургундската династия и така фламандски, валонски и нидерландски художници лесно си намират работа във Франция: в дворовете на херцозите на Анжу,  на Орлеан, на Жан дьо Бери и дори при френския крал.
братя Лимбург – изключителните майстори на Международната готика, са по същество френски художници. С редки изключения, като Мелхиор Брюделрам у дома, в Нидерландия има само художници от по-нисък ранг.
След Битката при Аженкур през 1415 г. и след смъртта на Жан дьо Бери през 1416 г. херцогът на Бургундия Филип III Добрия се завръща във Фландрия. Преместилият се с него във Фландрия бургундски двор създава за местните художници най-добри условия за творческа работа у дома. Необходимостта да се пътува до Франция вече отпада. Започват да се формират регионални художествени школи. Ако по-рано изключителните таланти като Жан де Бондол, Жан Мануел или братя Лимбург израстват на базата на Международната готика, то сега френско-фламандските художници стават истински нидерландци. Ервин Пановски дори говори за  репатрирането на фламандския гений . Новото поколение на нидерландски художници изоставя универсалния език на готическите форми и затова се счита за специфична нидерландска школа.
Богатството на търговски центрове изиграва своята роля в развитието на водещи художествени ателиета които вече са съвсем наблизо. Разцветът на фламандските градове на Брабант: Брюж, Антверпен и Гент и Брюксел, Ипр и Мехелен, а също така Льовен дават възможност местните богаташи да се конкурират при равни условия с принцовете и херцозите, без да им отстъпват нито в богатството, нито във властта. Тази трета група от клиенти и покровители, заедно с аристокрацията и църквата влияе на избора на теми за картините. Но дори в религиозните произведения на изкуството, като например църковните олтари, църквата често не е директен възложител, а това става чрез търговските гилдии. Увеличават се поръчките за закупуване на картини, които да бъдат показвани с представителна цел в домовете на богатите. Така възниква цял нов жанр в изкуството – портретът, който води изкуството на индивидуализация на белезите на изобразяването.

## Характерни черти
През XV век при дворовете на херцозите на Бургундия в Дижон, Брюж и Турне се появява самостоятелна художествена школа, съчетала Готика и Ренесанс. Някои историци на изкуствотовиждат нейните корени във френско-фламандски книжна миниатюра, като например в творчеството на Жан Пюсел или братя Лимбург.
Тези произведения на живописта рязко се отличават от своите готически предшественици със своя почти фотографски реализъм. Импулс, получен от Ранния и Зрелия италиански Ренесанс и местните традиции довежда до образуването на самостоятелен, абсолютно нов художествен език. Нидерландското внимание към природата се отразява в пейзажната живопис. Старият златен фон от средновековните картини се сменя с реалистични пейзажи, а след това пейзажът стана самостоятелен жанр в изкуството.
Точността при наблюдението на природните явления се разпростира и до изобразяването на човешкото тяло. Образът на голите Адам и Ева на Гентския олтар от Ян ван Ейк се отличава с естественост, невиждана от древни времена. За разлика от италианските художници, които обичат анатомичните детайли в своите изображения на голо тяло, Ян ван Ейк изучава повърхността и движението на човешкото тяло и го отразява до най-малкия детайл в своите творби.
Новостта на Ранната нидерландска живопис се състои, от една страна, в детайлното описание на повърхностите на предметите, а от друга страна, в пластичността, постигната чрез точно забелязани и успешно приложени светлинни ефекти. Новият стил се основава на нова техниката на рисуване с маслени бои.
Преди Робер Кампен и Ян ван Ейк, и нидерландската, и фламандската живопис са ориентирани към Международната готика, която по-често се нарича „красив“ или „мек стил“. Дори и най-големите майстори дълго време не могат напълно да се освободят от това влияние, издължените фигури и роби, богати на гънки, ясно свидетелстват за по-древни изобразителни традиции. Като цяло на ранната нидерландска живопис преди 15 век в момента се обръща малко внимание. Картините се считат за провинциални и второкласни, и в много публикации по история на изкуството от ранната нидерландска живопис се разглежда само Флемалският майстор.
В началото на Ранната нидерлнадска живопис, разбирана в тесен смисъл, стои Ян ван Ейк, който през 1432 г. завършва работата по своя основен шедьовър – Гентският олтар. Дори съвременниците смятат творчеството на Ян ван Ейк и други фламандски художници за „ново изкуство“, за нещо напълно ново. Хронологично старата нидерландска живопис се развива приблизително по същото време като Италианския ренесанс.
С появата на портрета светската, индивидуализирана тема за първи път става основен мотив на живописта. Жанровите картини и натюрморти правят своя пробив в изкуството едва през холандския бароков период от 17 век. Буржоазният характер на ранната нидерландска живопис говори за настъпването на Новото време. Все по-често освен благородниците и духовенството като клиенти се явяват богати дворянства и търговци. Човекът на картините вече не е идеализиран. Пред зрителя се появяват истински хора с всичките им човешки недостатъци. Бръчки, торбички под очите – всичко е естествено изобразено без украса. Светците вече не живеят само в църквите, а влизат и в къщите на гражданите.

## Художници
Един от най-първите представители на нови художествени възгледи, наред с Ян ван Ейк, се счита Флемалският майстор, който се идентифицира като Робер Кампен. Основната му работа е олтарът (или триптих) „Благовещение“, нарчене и Олтар на сем. Мероде (около 1425 г.), сега се съхранява в музея на Клойстърс в Ню Йорк. Вече дълго време се подлага на съмнение самият факт на съществуването на брата на Ян ван Ейк Хуберт. Най-новите изследвания показват, че посоченият само в различни източници – Хуберт ван Ейк е само посредствен художник от Гентската школа, който не е имал нито родствено, нито каквото и да било друго отношение към Ян ван Ейк.
За ученик на Кампен се счита Рогир ван дер Вейден, който, вероятно, участва в работата над Триптих „Мероде“. На свой ред той оказва влияние върху Дирк Боутс и Ханс Мемлинг. Съвременник на Мемлинг е Хюго ван дер Гус, за първи път посочен през 1465 г.
В този период се откроява най-загадъчния художник това време – Йеронимус Бош, чието творчество все още не е получило еднозначно тълкуване.
Редом до тези велики майстори заслужава да се спомене на такива ранните нидерладски художници като Петрус Кристус, Ян Провост, Колин де Котер, Алберт Боутс и Куентин Масейс.

## Влияния в други страни

### Италия
В родината на Ренесанса Италия Ян ван Ейк се радва на голямо уважение. Няколко години след смъртта на художника хуманистът Бартоломео Фацио го нарича „княз сред художниците на века“.
Докато италианските майстори използват сложни математически и геометрични средства, по-специално система за изобразяване на перспективи, фламандците успяват да се показват правилно реалността без особено затруднение. Действието на картините вече не се случва като в Готиката на една плоскост. Помещенията са представени в съответствие със законите на перспективата, а пейзажите престанават да бъдат само схематичен фон. Широк, подробно изрисуван фон извежда погледа в безкрайността. И дрехите, и мебелите, и предметите на бита се изобразяват с фотографска точност.

### Германия
Новото художествено направление, което е предопределено заедно с италианската живопис да определя съдбата на европейското изкуство почти за два века, естествено прониква и в съседна Германия. Джорджо Вазари дори вярва, че Албрехт Дюрер и предшественикът му Мартин Шонгауер са фламандци. Наистина творчеството на двамата художници е невъзможно да си представим без холандско влияние.

### Испания
Първите сведения за разпространението на северните техники за рисуване в испански намери в Арагон, които са включват Валенсия, Каталония и Балеарските острови. Крал Алфонсо V Арагонски още през 1431 г. изпраща своя придворен художник Луис Далмау във Фландрия. Ян ван Ейк вероятно посещава Валенсия през 1427 г. като част от делегация от Херцогство Бургундия.
Валенсия, в този момент е един от най-важните центрове на Средиземноморието, с привлечени художници от цяла Европа. В допълнение към традиционния художествен стил на международна готика, ателиетата работят във фламандски и италиански стил. Тук е създадена т. нар. „Испано-фламандската живописна школа“. За основни нейни представители се считат Бартоломé Бермéхо, Хайме Угет и Родриго де Осона.
В Кастилия има влияние на Северната живопис, но местните художници използват като основа на картините си борови вместо обичайните дъбови панели и все още предпочитат темпера. Отличителна черта на картините от Кастилия и Арагон е „разточителната“ употреба на позлата и златен прах. Друга особеност за Испания е богатата орнаментика и украса и големите размери на испанските ретабло.
Кастилските крале придобиват собственост на няколко от най-известните творби на Рогир ван дер Вейден, Ханс Мемлинг и Ян ван Ейк. В допълнение, придворен портретист на кралица Изабела Кастилска става гостуващият художник Хуан де Фландерс, който полага основите на реалистичния испански стил на портретната живопис.

### Португалия
Самостоятелна школа по живопис с произход от Португалия през втората половина на XV век е лисабонската работилница на придворния художник Нуно Гонсалвиш. Творчеството на този художник се намира в пълна изолация: той изглежда няма нито предшественици, нито последователи. Фламандското влияние се усеща по-специално в полиптиха „Свети Винсент“.